# بلاكفورد (جنوب أستراليا)
بلاكفورد هو موقع محلي يقع داخل مقاطعة كينغستون مجلس في منطقة  Limestone Coast في جنوب أستراليا.

## أعلام
- روبي هاموند